# João Donato
João Donato de Oliveira Neto, conosciuto come João Donato (Rio Branco, 17 agosto 1934 – Rio de Janeiro, 17 luglio 2023), è stato un pianista, fisarmonicista, compositore e arrangiatore brasiliano.
Ha influenzato una schiera molto vasta di musicisti del suo Paese: Roberto Menescal, Luís Carlos Vinhas, Gal Costa, Gilberto Gil, Caetano Veloso, Leny Andrade, Nara Leão, Leila Pinheiro, Baden Powell, Nana Caymmi, Bebel Gilberto, Zizi Possi, Miúcha, Joyce, per citare i più importanti.

## Biografia
Dopo essersi da piccolo avvicinato alla musica suonando flauti fatti di canna, ricevette in regalo una fisarmonica. Con questo strumento, a Rio de Janeiro – dove si era trasferito con la famiglia nel 1945 – partecipava a feste scolastiche, e in una di queste ebbe occasione di venire a contatto con il gruppo Namorados da Lua, stringendo amicizia con Lúcio Alves, Nanai e Chicão. Più tardi prese parte alle jam session con Dick Farney e altri musicisti, e nel 1951 intervenne nella trasmissione radiofonica Manhãs da Roça. Nello stesso periodo si accostò allo studio del pianoforte.
Il suo esordio ebbe luogo nel 1949 con l'incisione di Brejeiro e Feliz aniversário come membro del gruppo Altamiro Carrilho e Seu Regional. Nella prima metà degli anni cinquanta fece parte di formazioni musicali: dapprima assieme ad Altamiro Carrilho e Seu Regional, poi con un proprio gruppo, in seguito con Os Namorados e infine con il Trio Donato. In queste occasioni incise 78 giri contenenti varie composizioni, qualcuna ripresa dal repertorio nordamericano. Nel 1956 si aggregò come pianista ad alcune altre formazioni e lanciò il suo primo album, Chá dançante nel quale erano riprese composizioni di musicisti brasiliani fra i quali Lupicínio Rodrigues, Pixinguinha, Dorival Caymmi e Ary Barroso.
In giro per i locali notturni di Rio, ebbe modo di venire a contatto con Johnny Alf, Tom Jobim, João Gilberto, Luiz Bonfá e altri. Ma il suo stile pianistico, ricco di swing e per certi versi anticipatore della bossa nova, venne giudicato inadatto perché non ballabile, e perciò Donato fu osteggiato dai proprietari dei night club. Così nel 1959 lasciò il Brasile: dopo avere toccato il Messico assieme a Elizeth Cardoso, si stabilì negli Stati Uniti, dove risiedette, con qualche puntata in patria e con una tournée europea, per una quindicina di anni. Conobbe dapprima Carl Tjader, Johnny Martinez, Tito Puente e Mongo Santamaría; successivamente entrò in contatto con il sassofonista Bud Shank, il contrabbassista Ron Carter, Eumir Deodato, Astrud Gilberto, Herbie Mann e Wes Montgomery fra i tanti.
Gli anni settanta lo videro di nuovo in Brasile, dove registrò nel 1972 Quem é quem e due anni dopo partecipò al concerto Cantar realizzato da Gal Costa, da cui venne tratto un disco con le sue Até quem sabe e Chorou, chorou. Nel 1975 fu la volta del nuovo LP Lugar comun.

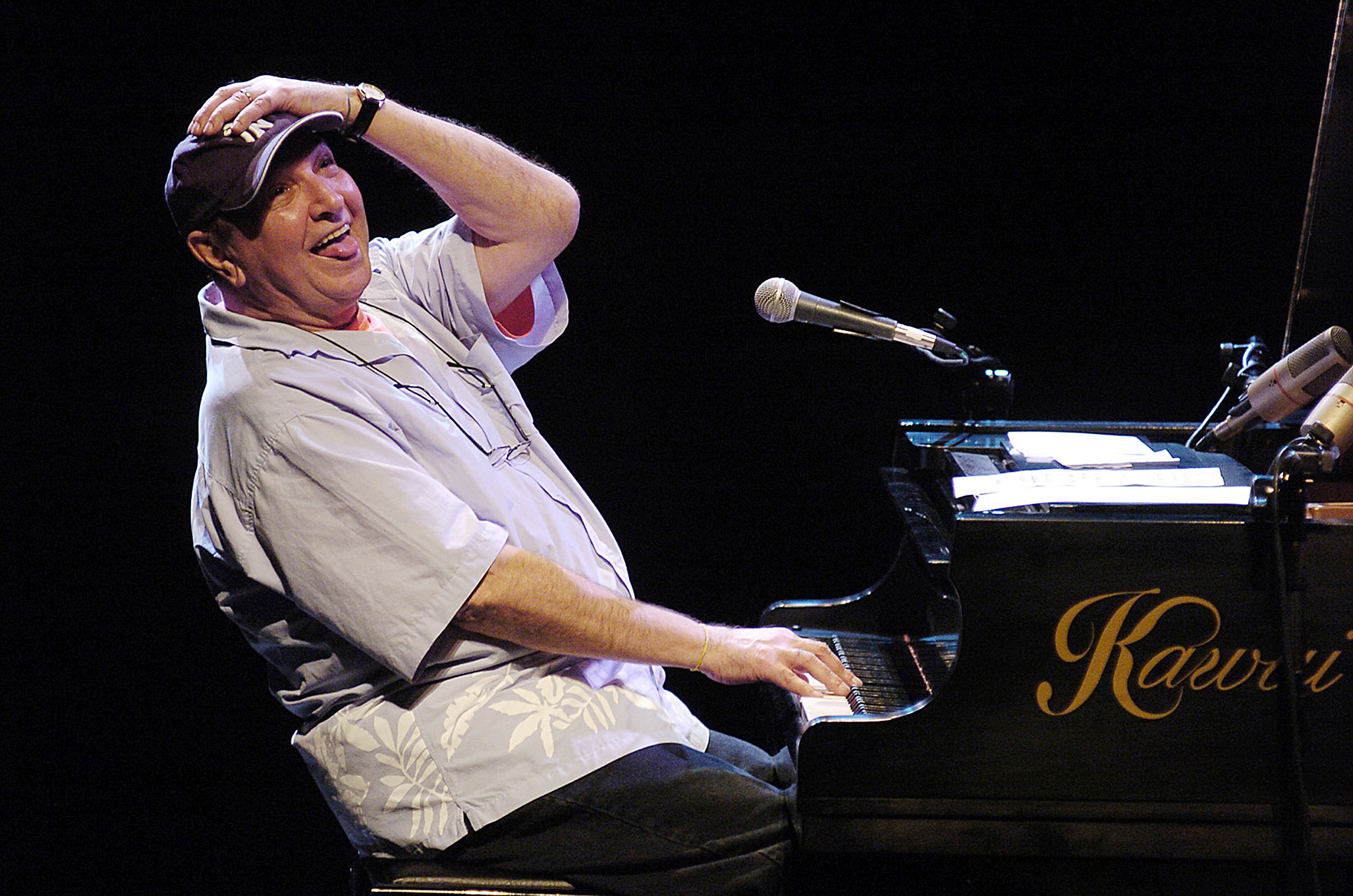
João Donato a San Paolo (2007)

Dopo un lungo periodo di limitato impegno musicale, alla fine degli anni novanta realizzò il CD Só danço samba, nel quale interpretò composizioni di Tom Jobim. Fu pubblicato anche il Songbook João Donato, lavoro con la compartecipazione fra gli altri di Caetano Veloso, Gal Costa e Djavan, e che venne pubblicizzato in un concerto in cui il quintetto di Donato era affiancato da diversi altri musicisti fra i quali Nana Caymmi, Os Cariocas e Marcos Valle.
Gli anni duemila per Donato furono ferventi di attività. In studio registrò diversi lavori volta a volta assieme a Emílio Santiago, Marisa Monte, Joyce, Paulo Moura, Bud Shank, Wanda Sá, Carlos Lyra, Roberto Menescal e Marcos Valle; e incise anche alcuni dischi che si rifacevano a sonorità jazz, come Noite Jazzmania e Donato Jazz. Fu anche arrangiatore, fra l’altro, di O homem de Aquarius di Jobim. Nel 2003 andò in tournée all’estero toccando Cuba, Russia e Giappone. Ma soprattutto prese parte ad alcuni dei più celebri concerti che videro insieme un gran numero di musicisti brasiliani: Bossa Nova in Concert del 2004, a fianco di Johnny Alf, Carlos Lyra, Roberto Menescal, Wanda Sá, Leny Andrade, Os Cariocas, Durval Ferreira, Eliane Elias e Marcos Valle fra i tanti; e nel 2008 Bossa Nova 50 Anos, con Carlos Lyra, Roberto Menescal, Oscar Castro-Neves, Wanda Sá, Leila Pinheiro, Emílio Santiago, lo Zimbo Trio, Leny Andrade, Maria Rita, Fernanda Takai, Joyce, Marcos Valle e Patrícia Alvi, Bossacucanova e Cris Delanno; dalle sue apparizioni live furono spesso tratti CD e DVD. Premiato nel 2013 per la miglior canzone, Eu não sei o seu nome inteiro, festeggiò gli ottant’anni di età e i sessantacinque di carriera incidendo nel 2014 con il suo quartetto il doppio CD dal titolo Live Jazz in Rio.
Una svolta ebbe luogo nel 2016 con la realizzazione del disco Donato Elétrico, in cui prevalgono le sonorità create da una strumentazione elettrificata e che ricevette elogi dalla critica specializzata. L’anno seguente fu la volta di Sintetizamor, album nel quale il pianista suona a fianco del figlio Donatinho; e i due avrebbero suonato insieme anche nel 2018 in uno spettacolo nel Bar dos Descasados a Rio de Janeiro. Nello stesso anno vennero pubblicati Gozando a existência, Naquela base e Janela da Urca, tre dischi incisi fra il 1978 e il 1989 ma mai immessi sul mercato. Per commemorare i suoi settant’anni di carriera, nel 2019 Donato si era esibito sul palco in una serie di concerti nella città carioca, accompagnato da Ricardo Pontes al flauto e sax, José Arimatéa alla tromba, Luiz Alves al contrabbasso, Robertinho Silva alle percussioni. Lo stesso anno lo vide suonare brani classici e inediti in uno spettacolo di beneficenza.
È morto a Rio de Janeiro il 17 luglio 2023 a causa di una polmonite, un mese prima di compiere 89 anni.

## Discografia

### Album
- 1956 - Chá dançante - Donato e seu conjunto
- 1963 - A bossa muito moderna de João Donato e seu trio
- 1963 - Muito à vontade
- 1965 - The New Sound of Brazil - Piano of João Donato
- 1970 - A Bad Donato
- 1973 - Donato Deodato - Featuring João Donato
- 1973 - Quem é quem
- 1975 - Lugar comum
- 1986 - Leilíadas - João Donato ao vivo no People
- 1996 - Coisas tão simples
- 1997 - Café com pão - João Donato & Eloir de Moraes
- 1999 - Só danço samba
- 2000 - Amazonas - João Donato Trio
- 2002 - The Frog - João Donato e a Orquestra Jazz Sinfônica
- 2002 - Managarroba
- 2002 - Brazilian Time - João Donato Trio
- 2002 - Remando na raia
- 2002 - Ê Lalá Lay-Ê
- 2003 - Emílio Santiago encontra João Donato
- 2004 - Wanda Sá com João Donato
- 2006 - Dois panos para Manga
- 2007 - Uma tarde com Bud Shank e João Donato
- 2008 - Os bossa nova (Carlos Lyra, Roberto Menescal, Marcos Valle e João Donato)
- 2008 - Bossa Eterna (Raul de Souza con João Donato, Luiz Alves e Robertinho Silva)
- 2008 - Ao vivo no Rio de Janeiro (Bud Shank e João Donato)
- 2010 - Água (João Donato e Paula Morelenbaum)
- 2010 - Sambolero
- 2012 - Aquarius (Joyce e João Donato)
- 2014 - Live Jazz in Rio – vol. 1 e 2
- 2016 - Donato Elétrico

### Singoli
- 1949 - Brejeiro/Feliz aniversário (Altamiro Carrilho e Seu Regional)
- 1953 - Palpite infeliz/Pagode em Xerem (Os Namorados)
- 1953 - Eu quero um samba/Três Ave-Marias (Os Namorados)
- 1953 - Já chegou a hora/You Belong to Me (Donato e Seu Conjunto)
- 1953 - Tenderly/Invitation (Donato e Seu Conjunto)
- 1954 - Se acaso você chegasse/Há muito tempo atrás (Trio Donato)
- 1954 - Voce sorriu/Não sou bobo (Os Namorados)
- 1956 - Farinhada/Comigo é assim (Donato e Seu Conjunto)

### Apparizioni
Fra parentesi l’artista principale:
- 1957 - Vamos dançar (artisti vari)
- 1958 - Dance conosco (artisti vari)
- 1961 - Arriba! (Mongo Santamaria)
- 1962 - At the Blach Hawk (Mongo Santamaria)
- 1962 - Vaya Puente - Tito Puente & His Orchestra (Tito Puente)
- 1964 - The Astrud Gilberto Album (Astrud Gilberto)
- 1965 - The Shadow of Your Smile (Astrud Gilberto)
- 1967 - Brazil! Brazil! Brazil!  (Bud Shank)
- 1965 - Bud Shank & His Brazilian Friends (Bud Shank, Donato e Rosinha de Valença)
- 1968 - Solar Heat (Cal Tjader)
- 1969 - Prophet (Cal Tjader)
- 1969 - Nana Caymmi vol. 2 (Nana Caymmi)
- 1972 - Dom Um Romão (Dom Um Romão)
- 1974 - Cantar (Gal Costa)
- 1975 - Emílio Santiago (Emílio Santiago)
- 1976 - Coração (Alaíde Costa)
- 1977 - Comigo É Assim (Emílio Santiago)
- 1977 - Orlandivo (Orlandivo)
- 1977 - Meus amigos são um barato (Nara Leão)
- 1977 - Sleeping Gypsy (Michael Franks)
- 1978 - Clube da Esquina 2 (Milton Nascimento)
- 1978 - Emílio Santiago (Emílio Santiago)
- 1979 - Bandalhismo (João Bosco)
- 1979 - Registro (Leny Andrade)
- 1979 - Linha de Passe (João Bosco)
- 1979 - Beleza (Fagner)
- 1980 - Amazon River (Paulo André)
- 1980 - Miucha (Miucha)
- 1980 - Amazon River (Paulo André)
- 1981 - Bomba de estrelas (Jorge Mautner)
- 1981 - ... E a gente nem deu nome (Nana Caymmi)
- 1981 - Amor de lua (Emílio Santiago)
- 1983 - Leila Pinheiro (Leila Pinheiro)
- 1983 - Seguindo o mantra (Walter Queiroz)
- 1986 - Jorge Ben Brasil (Jorge Ben)
- 1991 - Pintando o sete (Luiz Melodia)
- 1991 - Speak no Evil (Robertinho Silva)
- 1995 - Minha Saudade (Lisa Ono)
- 1995 - Songbook Tom Jobim Instrumental (Artisti vari)
- 1996 - Songbook Tom Jobim vol. 1 (Artisti vari)
- 1997 - Songbook Djavan (Artisti vari)
- 1997 - Heirs to Jobim: Musical Tribute (Artisti vari)
- 1998 - Rosa Passos Canta Antonio Carlos Jobim (Rosa Passos)
- 1999 - Songbook João Donato (Artisti vari) - tributo
- 2001 - Here's That Rainy Bossa Day (Palmyra e Levita)

### DVD
- 2005 - Donatural
- 2008 - Ao vivo no Rio de Janeiro (Bud Shank e João Donato)[6]